# Diocèse du Gard
Cet article court présente un sujet plus développé dans : Diocèse de Nîmes et Ancien diocèse d'Uzès.
Le diocèse du Gard est un ancien diocèse de l'Église constitutionnelle en France. Créé par la constitution civile du clergé de 1790, il est supprimé à la suite du concordat de 1801. Il couvrait le département du Gard. Le siège épiscopal était Nîmes.